# Åseral
Åseral – norweskie miasto i gmina leżąca w regionie Agder.
Åseral jest 126. norweską gminą pod względem powierzchni.

## Demografia
Według danych z roku 2005 gminę zamieszkuje 907 osób. Gęstość zaludnienia wynosi 1,02 os./km². Pod względem zaludnienia Åseral zajmuje 414. miejsce wśród norweskich gmin.
| ludność stan na 1 stycznia 2005 |         |           |       |
|                                 | kobiety | mężczyźni | razem |
| osób                            | 455     | 452       | 907   |
| %                               | 50,17%  | 49,83%    | 100%  |

| wykształcenie stan na 1 października 2004 |        |         |        |        |
|                                           | podst. | średnie | wyższe | niezn. |
| osób                                      | 170    | 412     | 76     | 16     |
| %                                         | 25,22% | 61,13%  | 11,28% | 2,37%  |

## Edukacja
Według danych z 1 października 2004:
- liczba szkół podstawowych (norw. grunnskolar): 1
- liczba uczniów szkół podst.: 152

## Władze gminy
Według danych na rok 2011 administratorem gminy (norw. rådmann) jest Rune Stokke, natomiast burmistrzem (norw. ordfører, d. borgermester) jest Oddmund Ljosland.